# Alamo, Nevada
Alamo là một cộng đồng dân cư không hợp nhất thuộc tiểu bang Nevada, Hoa Kỳ.
Theo điều tra dân số của Cục điều tra dân số Hoa Kỳ năm 2000, cộng đồng này có dân số người.
Cộng đồng có cự ly khoảng 90 dặm (140 km) về phía bắc Las Vegas. độ cao của nó là 3.449 feet (1.051 mét). Nó được đặt tên theo từ tiếng Tây Ban Nha do sự hiện diện của loại cây. Được thành lập vào năm 1901, Alamo nằm ở thung lũng Pahranagat. Nền kinh tế phụ thuộc chủ yếu vào chăn nuôi. Sự hấp dẫn gần nhất là Khu Bảo vệ Hoang dã Quốc Pahranagat.
Từ Alamo và thị trấn của Rachel là nơi có Khu dăm kết tác động kỷ Devon Alamo.